# Per Anders Rudling
Per Anders Rudling (geboren am 11. April 1974 in Karlstad) ist ein schwedisch-amerikanischer Historiker, der als außerordentlicher Professor an der Fakultät für Geschichte der Universität Lund (Schweden) arbeitet. Seine Themenschwerpunkte sind Nationalismus, Rechtsextremismus, Antisemitismus und Gedächtniskultur in Osteuropa (Ukraine, Belarus, Russland) sowie in Bezug auf die ukrainische Diaspora in Kanada.

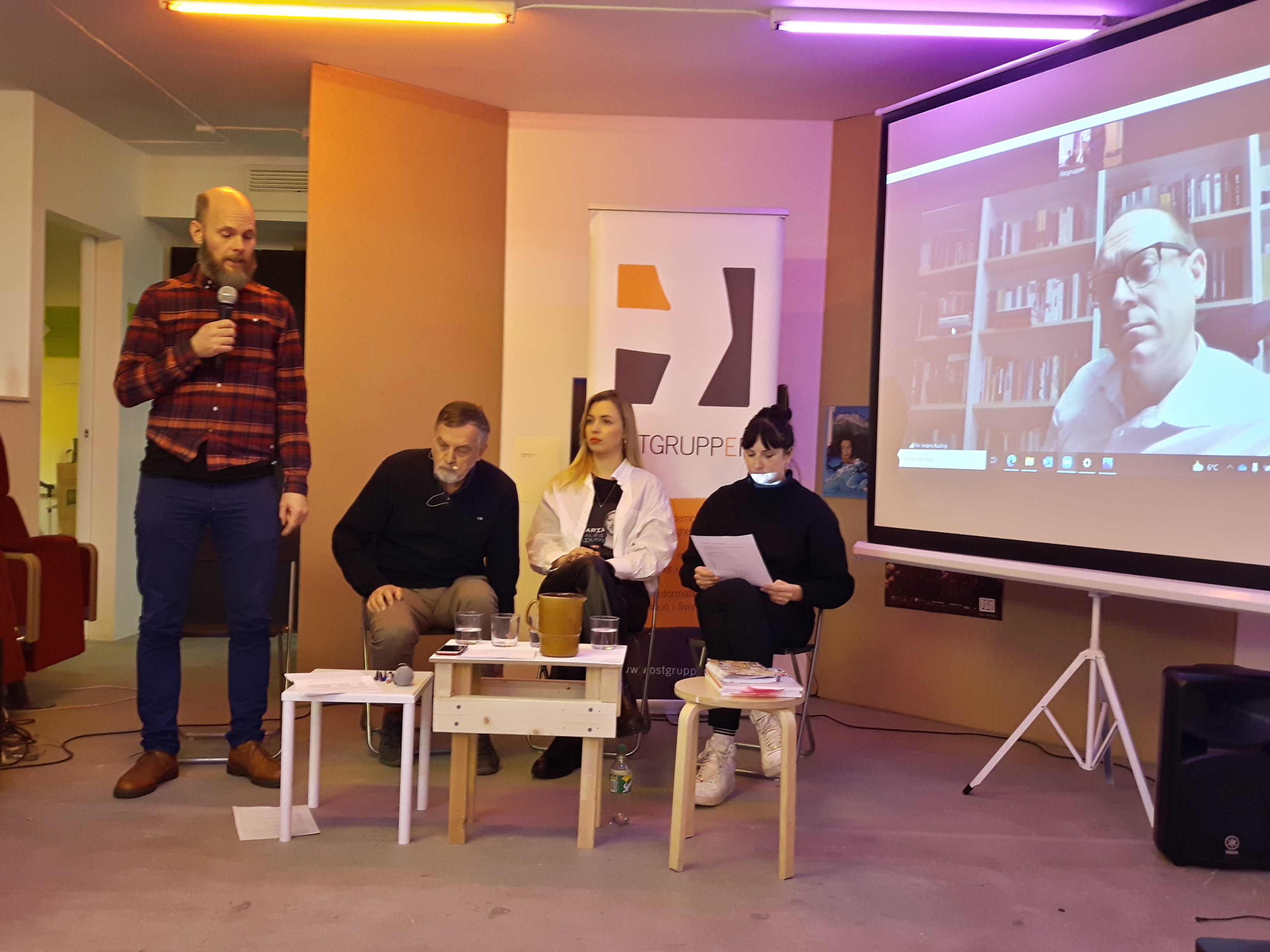
Per Anders Rudling (rechts) bei der Östdagarna-Diskussion 2021 zum Zerfall der Sowjetunion vor 30 Jahren in Online-Zuschaltung

## Ausbildung
Per Anders Rudling wuchs in der mittelgroßen Stadt Karlstad in Westschweden auf und besuchte nach eigenen Angaben "zufällig" das einzige Gymnasium im Bezirk, das Russisch anbot.
Per Anders Rudling hat 1998 den Master of Arts in Russisch an der Universität Uppsala abgeschlossen, 2003 einen Master of Arts in Geschichte an der San Diego State University (USA), 2009 einen Ph.D. in Geschichte an der University of Alberta (Kanada) bei David R. Marples abgeschlossen und absolvierte ein Postdoc-Studium an der Universität Greifswald (Deutschland).

## Akademische Karriere
Per Anders Rudling arbeitet seit 2013 als außerordentlicher Professor für Geschichte an der Lund Universität.
Im Wintersemester 2015 war Rudling Gastprofessor am Institut für Osteuropäische Geschichte der Universität Wien. Von Dezember 2015 bis Juni 2019 war er Visiting Senior Fellow für Geschichte an der National University of Singapore, wo er für die Koordination der Europastudien zuständig war. Von Juli 2019 bis Juni 2021 war er wissenschaftlicher Mitarbeiter am Zentrum für Baltische und Osteuropäische Studien der Hochschule Södertörn in Huddinge mit Schwerpunkt auf Weissrussland.
Ende 2019 erhielt Rudling das auf fünf Jahre sich erstreckende Stipendium der Knut und Alice Wallenberg Stiftung. Das Wallenberg-Stipendium gilt als höchste und prestigeträchtigste akademische Auszeichnung für Nachwuchswissenschaftler in Schweden. Mit dem Stipendium von umgerechnet etwa 160.000 Euro im Jahr soll ukrainischer "Fernnationalismus" der ukrainische Diaspora in Kanada untersucht werden, wobei Rudling sich auf die Bildung eines "Kollektivgedächtnisses" durch die große Hungersnot von 1932–33 und den antisowjetischen Widerstand in den unmittelbaren Nachkriegsjahren konzentriert.
2022 wurde Rudling als erster von der Wallenberg-Stiftung finanzierter Dozent am Fachbereich Geschichte der Lund Universität angestellt.

## Forschung
Als erste größere wissenschaftliche Arbeit veröffentlichte Rudling The Rise and Fall of Belarusian Nationalism, 1906–1931, das sich mit dem Thema des heutigen belarussischen Nationalismus von seinen Anfängen bis in die 1930er Jahre befasst. Laut h/soz/kult sei das eine " längst überfällige Darstellung der Entstehungsgeschichte des belarussischen Staates". Statt der "üblichen Darstellungsweise" . von einer "misslungenen oder zumindest defizitären Nationsbildung" stelle Rudling unter Anlehnung an die von Miroslav Hroch formulierten Phasen der Nationsbildung dar, wie belarussische Nationalisten das fehlende "soziale Kapital" selbst aufbauten und eine Entwicklung wie in der Ukraine nachholten. Das Buch wurde 2015 mit dem Kulczycki-Buchpreis für Polonistik ausgezeichnet.
Rudlings aktuelle Forschung konzentriert sich auf die ukrainisch-kanadische nationalistische Gemeinschaft, insbesondere auf die Anhänger des rechtsextremen Bandera-Flügels der Organisation Ukrainischer Nationalisten und deren Erinnerungskultur, die "Holodomor"-OUN-UPA-Erzählung. Ihr zufolge sei die ukrainische Geschichte von einem von den Moskowitern inszenierten Völkermord an der ukrainischen Nation und dem heldenhaften Widerstandskampf der OUN(b) und der UPA gegen die "ewigen Feinde" des ukrainischen Volkes geprägt. Rudling untersucht konkurrierende Opfererzählung, das Schweigen über die Beteiligung der OUN und der UPA am Holocaust und an den Massakern in Wolhynien 1943, wie dieses nationalistische Narrativ in die Ukraine selbst reexportiert wurde und wie das Fehlen einer Aufarbeitung eine mehrfache Instrumentalisierung ermöglicht hat, sowohl in der Ukraine als auch in Russland. Als "Metahistoriographie" will Rudling die instrumentelle Nutzung der Geschichte in einen größeren Kontext sowie Fragen zum normativen Multikulturalismus, zur Emigration und zum Nationalismus in der Ferne stellen. Arbeiten über "Entkommunisierung" und das ukrainische Institut des nationalen Gedächtnisses, aber auch eine politische Biographie über Mykola Lebed, den während des Krieges amtierenden Führer der OUN(b), sollen in den kommenden Jahren abgeschlossen werden.
Rudling bezeichnet als Ziel seiner Arbeit "Lesern und Studenten Hilfsmittel und Hintergründe zur Verfügung zu stellen, damit sie sich selbst eine Meinung bilden können, und ihnen zu helfen, Zusammenhänge zu erkennen und zu verstehen.

## Politische Kontroversen: OUN-Debatten
Per Andres Rudling gehört neben John Paul Himka,  Ivan Katchanovski, Jarred McBride und Grzegorz Rossoliński-Liebe zu einer neuen Generation von Historikern, welche die Vergangenheit der ukrainischen Nationalisten und der ukrainischen Diaspora umfassend kritisch aufarbeiten.
Im Oktober 2012 kritisierte Rudling eine von Ultranationalisten geförderte Vortragsreise des Historikers Ruslan Zabily auf Hochschulen in Kanada und USA in deren Verlauf OUN-B, UPA, Stepan Bandera und Roman Schuchewytsch verharmlost würden.   Dagegen beschwerten sich ukrainisch-nationalistische Organisationen in Kanada bei der Universität Lund, Rudling habe die Prinzipien seiner Universität verraten und sei intolerant. In seiner Replik wies Rudling auf die Rolle der OUN-B beim Holocaust in der Ukraine, die Beteiligung der OUN/UPA an  Massakern an Polen und Juden in Wolhynien und Ostgalizien, aber auch Morden an Ukrainern, sowie auf Banderas Antisemitismus hin. Eine Gruppe von Wissenschaftern, unter anderem John Paul Himka, Ruth Wodak, solidarisierte sich in einem offenen Brief mit Rudling.
Rudling kritisiert die Vereinnahmung der Opfer der überstürzten Zwangskollektivierung unter Stalin zur Rechtfertigung von Nationalmythen unter dem Schlagwort "Holodomor" und die Gleichsetzung der Antisemitismus-Verbrechen des Nationalsozialismus und des Stalinismus am sogenannten Black Ribbon Day, womit Nationalisten in Osteuropa sich nur noch als Opfer darstellten und die Beteiligung der eigenen Vorfahren am Holocaust verharmlosen.
2021 kritisierte Rudling gemeinsam mit Efraim Zuroff, Historiker und Leiter des Simon Wiesenthal Zentrums in Jerusalem, einen Artikel von Olga Bertelson, Professorin für Spionageabwehr an der Aeronautical University von Prescott (Arizona), über KGB-Kampagnen im kalten Krieg gegen jüdische und ukrainische Emigranten, die zur Entzweiung beider Gruppen gemacht worden seien. Laut Rudling und Zuroff stilisiere Bertelson dazu den ukrainischstämmigen KZ-Wärter Ivan Demjanjuk als unschuldiges Opfer des KGB, der Dokumente gefälscht haben soll, weil der wahre Kriegsverbrecher ein anderer Mann fast gleichen Namens aus dem selben Ort gewesen sei. Weiters werde das mit der Verfolgung von Kriegsverbrechern spezialisierte Office of Special Investigations als Truppe politisch motivierter Amateure dargestellt und für die Unschuld Demjanjuck würden Texte von Holocaust-Leugnern und rechtsextreme Quellen verwendet.
In ihrer Replik behauptet Bertelsen, Demjanjuk sei nicht Hauptthema gewesen und dass dieser als unschuldig gelten müsse, weil wegen seinem Tod kein rechtsgültiges Urteil vorliege. Rudling und Zuroff wirft sie vor, Narrative der Sowjetunion zu verbreiten und jene, die mit diesen nicht übereinstimmten, als Holocaust-Leugner zu brandmarken, wozu das "niederschreien der Opposition bei Fachtreffen" und das "Veröffentlichen von hysterischen Artikeln mit Fingerzeig" gehöre.
Aus Anlass des Empfang des Exil-Ukrainers Jaroslaw Hunka, der Mitglied der Waffen-SS-Division Galizien war, im kanadischen Unterhaus, bei dem auch der kanadische Permier Justin Trudeau und ukrainische Präsident Wolodymyr Selenskyj sich an den Standing Ovations beteiligten, kritisierten Rudling und Zuroff Kanadas langen Fehler, Nazi-Verbrecher nicht zur Rechenschaft zu ziehen. Gemeinsam mit dem Historiker Jared McBride forderte Rudling, dass endlich der Bericht der Dêschenes-Kommission vollständig veröffentlicht werde, inklusive der Namen aller, die als mögliche Kriegsverbrecher im Bericht aufschienen sowie entsprechend dem Vorbild der USA die Freigabe aller Dokumente über Kriegsverbrecher, auch wenn diese Informationen von russischen Propagandisten missbraucht werden könnten.

## Schriften

### Bücher
- The OUN, the UPA and the Holocaust: A Study in the Manufacturing of Historical Myths. In: The Carl Beck Papers. Band 107. University of Pittsburgh Press, 2011, ISSN 0889-275X (pitt.edu).
- The Rise and Fall of Belarusian Nationalism, 1906–1931. University of Pittsburgh Press, Pittsburgh 2015, ISBN 978-0-8229-6308-0 (eingeschränkte Vorschau in der Google-Buchsuche).
- Tarnished Heroes: The Organization of Ukrainian Nationalists in the Memory Politics of Post-Soviet Ukraine. ibidem, Hannover 2024, ISBN 978-3-8382-0999-9 (ibidem.eu).
- Terror and Local Collaboration in Occupied Belarus: The Case of Schutzmannschaft Battalion 118. Part II: War Criminality. In: Nicolae Iorga Historical Yearbook. Band IX. Romanian Academy, Bukarest 2012 (historicalyearbook.ro [PDF]).

### Aufsätze und Buchbeiträge
- Bodgan Musial and the Question of Jewish Responsibility for the Pogroms in Western Ukraine in the Summer of 1941. In: East European Jewish Affairs. Band 35, Nr. 1, 2005, S. 69–89 (englisch, academia.edu).
- Organized Anti-Semitism in Contemporary Ukraine: Structure, Influence, and Ideology. In: Canadian Slavonic Papers/Revue canadienne des slavistes. Band 98, Nr. 1–2, 2006, S. 81–119, doi:10.1080/00085006.2006.11092403 (englisch, academia.edu).
- Historical representation of the wartime accounts of the activities of the OUN–UPA (Organization of Ukrainian Nationalists—Ukrainian Insurgent Army). In: East European Jewish Affairs. Band 36, Nr. 2, 2006, S. 163–189, doi:10.1080/13501670600983008 (englisch, academia.edu).
- Mit David R. Marples:* War and Memory in Belarus: The Annexation of the Western Borderlands and the Myth of the Brest Fortress, 1939-1941. In: Bialoruskie Zeszyty Historyczne. Band 32, 2009, S. 225–244 (englisch, academia.edu).
- Multiculturalism, Memory, and Ritualization: Ukrainian Nationalist Monuments in Edmonton, Alberta. In: Nationalities Papers. Band 39, Nr. 5, September 2011, S. 733–768, doi:10.1080/00905992.2011.599375 (englisch, academia.edu).
- Lukashenka and the ‘Red-Browns’: National ideology, Commemoration of the Past, and Political Belonging. In: Forum für Osteuropäische Ideen- und Zeitgeschichte. Nr. 15, 2011, S. 95–125 (englisch).
- The Khatyn Massacre in Belorussia: A Historical Controversy Revisited. In: Holocaust and Genocide Studies. Band 26, Nr. 1, 2012, S. 29–58, doi:10.1093/hgs/dcs011 (academia.edu).
- Terror and Local Collaboration in Occupied Belarus: The Case of Schutzmannschaft Battalion 118. Part I:  Background. In: Historical Yearbook. Band VIII. Bukarest 2011, S. 195–214 (historicalyearbook.ro [PDF]).
- Terror and Local Collaboration in Occupied Belarus: The Case of Schutzmannschaft Battalion 118. Part II: War Criminality. In: Nicolae Iorga Historical Yearbook. Band IX. Romanian Academy, Bukarest 2012 (englisch, historicalyearbook.ro [PDF]).
- "Skandinavisch-ukrainische Begegnungen auf der kanadischen Prärie: Zur Karriere europäischer Stereotype in Übersee," in  (Vienna: Universität Wien 2012), 227-248. In: Imbi Sooman und Stefan Donecker (Hrsg.): Stereotype des Ostseeraumes: Interdisziplinäre Beiträge aus Geschichte und Gegenwart. Universität Wien, Wien 2012, ISBN 978-3-9501575-2-9, S. 227–248 (academia.edu).
- The Anti-Bolshevik Block of Nations. Paper presented at the Association for the Study of Nationalities 2012 World Convention. Hrsg.: Columbia University. Columbia 2012.
- The Invisible Genocide: The Holocaust in Belarus. In: John Pasul Himka,   Joanna Beata Michlic (Hrsg.): Bringing to Light the Dark Past: The Reception of the Holocaust in Post-Communist Europe. Nebraska University Press, Lincoln 2013, ISBN 978-0-8032-2544-2, S. 57–81 (englisch).
- "Warfare or War Criminality?: Volodymyr V'iatrovych, Druha pol's'ko-ukrains' ka viina, 1942–1947 (Kyiv: Vydavnychyi Dim "Kyevo-Mohylians'ka Akademiia, 2011"). In: Ab Imperio. Band 1, 2012, S. 356–381, doi:10.1353/imp.2012.0038 (englisch, academia.edu).
- They Defended Ukraine’: The 14. Waffen-Grenadier-Division der SS (Galizische Nr. 1) Revisited. In: The Journal of Slavic Military Studies. Band 25, Nr. 3, 2012, S. 329–368, doi:10.1080/13518046.2012.705633 (englisch, academia.edu).
- The Honor They So Clearly Deserve': Legitimizing the Waffen-SS Galizien. In: The Journal of Slavic Military Studies. Band 26, Nr. 1, 2013, S. 114–137, doi:10.1080/13518046.2013.757467 (englisch, academia.edu).
- From the Grand Duchy of Lithuania to Belarusian Democratic Republic: the Idea of Belarusian Statehood, 1915-1919. In: The Journal of Belarusian Studies. Band 7, Nr. 2, 2014, S. 3–36., doi:10.30965/20526512-00702002.
- The Return of the Ukrainian Far Right: The Case of VO Svoboda. In: Ruth Wodak und John E. Richardson (Hrsg.): Analyzing Fascist Discourse: European Fascism in Talk and Text. Routledge, London und New York 2013, S. 228–255, doi:10.4324/9780203071847 (englisch, academia.edu).
- Memories of 'Holodomor' and National Socialism in Ukrainian Political Culture. In: Yves Bizeul (Hrsg.): Rekonstruktion des Nationalmythos?: Frankreich, Deutschland und die Ukraine im Vergleich. Vandenhoeck & Ruprecht Unipress, Göttingen 2013, ISBN 978-3-8471-0181-9, S. 227–258 (academia.edu).
- From the Grand Duchy of Lithuania to Belarusian Democratic Republic: the Idea of Belarusian Statehood, 1915-1919. In: The Journal of Belarusian Studies. Band 7, Nr. 2, 2014, S. 3–36., doi:10.30965/20526512-00702002 (englisch).
- Eugenics and Racial Biology in Sweden and the USSR: Contacts Across the Baltic Sea. In: Canadian Bulletin of Medical History,. Band 31, Nr. 1, 2014, S. 41–75, doi:10.3138/cbmh.31.1.41 (englisch, academia.edu).
- mit Karyn Ball: The Underbelly of Canadian Multiculturalism: Holocaust Obfuscation and Envy in the Debate about the Canadian Museum for Human Rights. In: Holocaust Studies. Band 20, Nr. 3, 2014, S. 33–80, doi:10.1080/17504902.2014.11435375 (englisch, academia.edu).
- Anti-Semitism on the Curriculum: MAUP – The Interregional Academy for Personnel Management. In: Matthew Feldman and Paul Jackson (Hrsg.): Doublespeak: The Rhetoric of the Far Right since 1945. ibidem, Stuttgart 2014, ISBN 978-3-8382-0554-0, S. 247–270 (englisch, academia.edu).
- The Beginnings of Modern Belarus: Identity, Nation, and Politicsin a European Borderland. In: The Journal of Belarusian Studies. Band 7, Nr. 3, 2015, S. 115–127, doi:10.30965/20526512-00703008 (englisch, belarusjournal.com [PDF]).
- Schooling in Murder: Schutzmannschaft Battalion 201 and Hauptmann Roman Shukhevych in Belarus 1942. Moritz-Arndt-Universität, Greifswald 2015 (academia.edu).
- The Cult of Roman Shukhevych in Ukraine: Myth Making with Complications. In: Fascism. Band 5, Nr. 1, 2016, ISSN 2211-6249, S. 26–65, doi:10.1163/22116257-00501003 (englisch, lu.se [PDF]).
- Not Quite Klaus Barbie, but in that Category’: Mykola Lebed, the CIA,  and the Airbrushing of the Past. In: Norman Goda (Hrsg.): Rethinking Holocaust Justice: Essays across Disciplines. Berghahn, New York und Oxford 2017, ISBN 978-1-78920-514-5, S. 158–187 (englisch, academia.edu).
- Unhappy Is the Person Who Has No Motherland': National Ideology and History Writing in Lukashenka's Belarus. In: Julie Fedor et al. (Hrsg.): War and Memory in Russia, Ukraine, and Belarus. Palgrave Macmillan, Cham 2017, ISBN 978-3-319-66522-1, S. 71–105, doi:10.1007/978-3-319-66523-8 (englisch).
- "Yushchenko's Fascist: The Bandera Cult in Ukraine and Canada. In: Journal of Soviet and Post-Soviet Politics and Society,. Band 3, Nr. 2, 2017, ISSN 2364-5334, S. 129–178 (englisch, academia.edu).
- Rehearsal for Volhynia: Schutzmannschaft Battalion 201 and Hauptmann Roman Shukhevych in Occupied Belorussia, 1942. In: East European Politics and Societies. Band 34, Nr. 1, 2019, S. 2020, doi:10.1177/0888325419844817 (englisch, academia.edu).
- Eugenics and racial anthropology in the Ukrainian radical nationalist tradition. In: Science in Context. Band 32, Nr. 1, 2019, S. 67–91, doi:10.1017/S0269889719000048.
- Terror Remembered, Terror Forgotten: Stalinist, Nazi, and Nationalist Atrocities in Ukrainian 'National Memory. In: Jarosław Suchoples, Stephanie James, Barbara Törnquist-Plewa (Hrsg.): World War II Re-explored.  Some New Millenium Studies in the History of the Global Conflict. Peter Lang, Berlin 2019, ISBN 978-3-631-77740-4, S. 401–428, doi:10.3726/b15269 (englisch, academia.edu).
- Long-Distance Nationalism: Ukrainian Monuments and Historical Memory in Multicultural Canada. In: Public Memory in the Context of Transnational Migration and Displacement. Palgrave Macmillan, London 2020, ISBN 978-3-03041328-6, doi:10.1007/978-3-030-41329-3 (englisch, academia.edu).
- Institutes of Trauma Re-production in a Borderland: Poland, Ukraine, and Lithuania. In: Ninna Mörner (Hrsg.): CBEES State of the Region Report 2020: Constructions and Instrumentalization of the Past. A Comparative Study on Memory Management in the Region. Centre for Baltic and East European Studies, CBEES, Södertörn University, Södertörn 2020, ISBN 978-91-85139-12-5, S. 55–68 (englisch, diva-portal.org [PDF]).
- “Saving the OUN from a Collaborationist and Possibly Fascist Fate:” On the Genealogy of the Discourse on the OUN’s “Non-Fascism”. In: Journal of Soviet and Post-Soviet Politics and Society. Band 7, Nr. 1, 2021, S. 179–214 (englisch).
- Managing Memory in Post-Soviet Ukraine: From "Scientific Marxism-Leninism" to the Ukrainian Institute of National Memory, 1991–2019. In: Journal of Soviet and Post-Soviet Politics and Society. Band 7, Nr. 2, 2021, S. 85–136 (englisch).
- Vitryssland eller Belarus? Namnskick, långdistansnationalism och identitetspolitik. Weißrussisch oder belarussisch? Namensgebung, Nationalismus aus der Ferne und Identitätspolitik. In: Nordisk Østforum. Nr. 35, 2021, S. 210–235 (schwedisch, tidsskriftet-nof.no).
- The Miracle of Sambir Harmony' or 'The Shame of Sambir'?: The Story of the Crosses at a Jewish Cemetery in Western Ukraine. In: Moreshet: Journal for the Study of the Holocaust and Antisemitism. Band 19, 2022, S. 372–409. (englisch, academia.edu).
- The Far-Right Ukrainian Diaspora's Policing of History. In: Ninna Mörner (Hrsg.): The Many Faces of the Far Right in the Post-Communist Space. Södertörns högskola, Huddinge 2022, ISBN 978-91-85139-13-2 (englisch, diva-portal.org [PDF]).
- Antisemitism in Russia. In: The Routledge History of Antisemitism. Routledge, London 2023, ISBN 978-1-138-36944-3, S. 197–208, doi:10.4324/9780429428616-22 (englisch).
- "Benderites", "UkroNazis" and "Rashizm": Studying the Historical Ukrainian Far Right in Times of Disinformation and Hybrid Warfare. In: Journal of Soviet and Post-Soviet Politics and Society. Band 9, Nr. 2, 2023 (englisch).
- A World Order in Transformation? In: Ninna Mörner (Hrsg.): A Comparative Study of Consequences of the War and Reactions to these Changes in theRegion (= CBEES State of the Region Report. Band 2024). Huddinge, Södertörn 2024, ISBN 978-91-85139-15-6, S. 99–108 (englisch, diva-portal.org [PDF]).
- The third Generation displaced Persons and new Approaches to the difficult Past. In: Baltic Worlds. Band 17, Nr. 4, 2024 (englisch, balticworlds.com [PDF]).
- A Silent Death: The Destruction of Academic Scholarship in Belarus. In: Ninna Mörner (Hrsg.): A World Order in Transformation?: A Comparative Study of Consequences of the War and Reactions to these Changes in the Region. Centrefor Baltic and East European Studies, Södertorn 2024, ISBN 978-91-85139-15-6, S. 99–108 (englisch, academia.edu).
- Repatriating an Edifying Past: The Diaspora Ukrainian Authoritarian Right and Power Over Memory, 1991-2021. In: Nationalities Papers. Band 52, Nr. 6, 2024, S. 1308–1331, doi:10.1017/nps.2024.47 (englisch, academia.edu).
- Historielagstiftning, minnesinstitut och förnekandeförbud: Utmaningar mot den akademiska friheten i Europa. Geschichtsgesetzgebung, Gedächtnisinstitute und Verleugnungsverbote: Herausforderungen für die akademische Freiheit in Europa. In: Hyltén-Cavallius (Hrsg.): Vetenskapssocieteten i Lund: Årsbok 2024. Vetenskapssocieteten i Lund, Lund 2024, ISBN 978-91-985286-7-1, S. 82–98 (schwedisch, academia.edu).
- 'We are appalled to have these false beliefs associated with our campus': Holodomor, Trigger Warnings, and Free Speech at the University of Alberta. In: Klas-Göran Karlsson, Maria Karlsson (Hrsg.): Historical Lessons: On History as Guidance and Orientation. Berghahn Books, New York 2025, ISBN 978-1-83695-017-2 (englisch).
- mit Laura Jockush: The Holocaust in Eastern European Memory and Politics after the Cold War. In: Laura Jockush, Devin O. Pendas (Hrsg.): The Cambridge History of the Holocaust Volume 4. Outcomes, Aftermath, Repercussions. Cambridge University Press, Cambridge 2025, ISBN 978-1-108-83939-6, S. 256–284 (englisch).